# 파타니 왕국
파타니 왕국(말레이어: Kerajaan Patani 크라자안 파타니[*], 태국어: อาณาจักรปัตตานี 아나짝 빠따니[*])은 16세기부터 19세기까지 말레이 반도에 있었던 말레이인 왕조이다. 말레이계 왕조 가운데서도 빠르게 이슬람화하여 말레이 반도의 말레이계 왕조 중에서는 가장 역사가 오래 되었다. 그 강역은 현재 태국의 빠따니 주를 중심으로 퍼져 있었다.
말레이 반도 북부에는 오래전부터 랑카수카(Langkasuka) 왕국이 있어 현재의 말레이시아 크다주, 클란탄주, 트렝가누주 및 태국의 빠따니 주, 얄라 주, 송클라 주, 사뚠 주를 영유하고 있었다. 초기에 이 왕국은 힌두교를 국교로 하였으나 13세기 중엽 이슬람화하였다.
이 랑카수카 왕국이 13세기 경 천도하여 파타니 왕국이 성립되었다. 전설에 의하면 그때의 군주 이스마일 샤(Ismail Shah)가 천도할 장소를 가리키며 "판타이 이니!(Pantai ini! →이 해변!)"라고 외친 것이 이 이름의 유래라 한다. 다른 전설에 의하면 천도하기 전부터 팍 타니(pak Tani →타니 아저씨)라는 덕이 높은 인물이 천도할 장소에 살고 있었기 때문에 그렇게 불렀다고도 한다. 그러나 천도 당시 수도는 현재의 빠따니 시내와 거리가 있었던 것으로 추정된다.
말레이 반도 동해안에 있었던 파타니는 남중국해 무역이 성행하던 항구로, 오래전부터 중국 상선이 내항하였고 류큐 왕국과도 외교 관계가 있었다. 1511년 말라카 술탄국의 함락에 의해 말레이 무역의 중심이 파타니로 이동하면서 파타니 왕국에 인도계 무슬림 상인도 보다 자주 방문하게 되었다.
1516년에는 한 포르투갈인 탐험가가 파타니에 도착한 일로 파타니 왕국이 유럽에도 알려지게 되었다. 16~17세기의 대항해 시대에는 포르투갈, 네덜란드, 영국이 상관(商館)을 차렸고, 일본에서도 주인선(朱印船)이 항해해 와서 일본인 거리도 형성되어 있었다고 한다.
이 무렵에 잇따라 즉위한 네 여왕 라투 히자우(Ratu Hijau), 라투 비루(Ratu Biru), 라투 웅우(Ratu Ungu), 라투 쿠닝(Ratu Kuning)의 시기에 파타니는 황금기를 맞이하였다. 중국 화난 지방에서 이주자가 계속해서 들어왔고, 이슬람화하여 관리로 근무했다는 기록도 남아 있다. 유사한 시기에 무역으로 번성했던 수마트라섬 북부 아체 술탄국과는 상업상의 경쟁 상대가 되었다.
한편 파타니 왕국은 정치적으로는 수코타이 왕국, 아유타야 왕국 등의 지배 하에 반독립 상태로 있었다. 술탄 무자파르 샤(Mudhaffar Shah)는 무력을 동원해 독립하려고 했지만, 전투 중 의문의 죽음을 맞았다. 또한 앞의 네 여왕은 주변의 파항 술탄국이나 조호르 술탄국에 지원군을 요청해 아유타야와 대립각을 세우기도 했다. 일본인 모험가로 유명한 야마다 나가마사(山田長政)는 아유타야 측에서 파타니의 라투 웅우가 반목할 때 파견되어 싸우기도 하였다.
아유타야 왕조가 버마에 멸망당하면서 파타니 왕국은 결국 완전한 자립을 이루었다. 그러나 얼마 되지 않아 방콕에 짜끄리 왕조가 들어섰고, 개조 라마 1세는 1795~1796년에 걸쳐 다시 파타니를 정복하여 작은 지역들로 분할하여 통치하였다. 1902년에는 라마 5세가 짜끄리 개혁의 일환으로 파타니 지역을 방콕 중앙정부의 직접통치 하에 편입하였으나, 주민들의 이슬람 의식 각성과 정부의 임시변통 정책이 맞물려 지금까지도 폭력적 시위나 반란이 끊이지 않고 있다.
현재에도 구 파타니령의 일부인 남부의 세 주(빠따니, 얄라, 나라티왓)에서는 주민의 태국 정부에 대한 반발과 찬란했던 과거 파타니 왕국 시절의 기억을 주 동인으로 하여 파타니 왕국의 부활을 위한 분리 독립 운동이 벌어지고 있다.

## 같이 보기
- 태국
- 랑카수카
- 믈라카 술탄국
- 아체 술탄국
- 파항 술탄국
- 태국 남부 반란

## 참고 문헌
- 石井米雄, 吉川利治著, 『태국 사전(タイの事典)』, 同朋舎出版, 1993, ISBN 4-8104-0853-1.
- Iblahim Syukri (1990). History of the Malay Kingdom of Patani. Trans. Corner Baily and John N. Milsic: 오하이오 대학교 출판부, ISBN 0-89680-123-3.
- Iblahim Syukri (2005). History of the Malay Kingdom of Patani. Trans. Corner Baily and John N. Milsic: Chiang Mai: Silkwormbooks. ISBN 974-9575-77-6.
- 태국어: "พงศาวดารเมืองปัตตานี" http://www.thapra.lib.su.ac.th/dbcollection/rarebook/showrarebook.asp?id=1258 보관됨 2009-06-16 - 웨이백 머신, พระนคร : หอพระสมุดวชิรญาณ, 2471 (พิมพ์ในงานศพ หลวงชินาธิกรณ์อนุมัติ 31 มีนาคม 2470)